# Ancylorhynchus rufipes
Ancylorhynchus rufipes là một loài ruồi trong họ Asilidae. Ancylorhynchus rufipes được Meijere miêu tả năm 1913. Loài này phân bố ở miền Australasia.